# 切妻造
切妻造（きりづまづくり）とは屋根形状のひとつで屋根の最頂部の棟から地上に向かって二つの傾斜面が本を伏せたような山形の形状をした屋根。広義には当該屋根形式をもつ建築物のことを指す。切妻屋根ともいう。

## 基本用語

### 平入り・妻入り
建物の各面の呼び名として、長辺側、あるいは屋根の棟（むね）（大棟）と平行な面を平（ひら）といい、短辺側、あるいは屋根の棟（大棟）と直角な面を妻（つま）という。
日本の寺社建築・旧街道沿いに残る商家等の町屋建築における「平入り」（平入、ひらいり）や「妻入り」（妻入、つまいり）とは、建物のいずれの面に正面出入口があるかによって分類した様式で、平入りは上述の「平」の側に出入口があるものを指し、「妻」側から出入りするものを妻入りという。
妻（つま）とは建物の中央や中心に対して他端を意味する端（つま）を語源とし、配偶者の呼び名の妻は家屋の「つまや」に居たことから名付けられた。料理の添え物として用いられる代表的な「刺身のつま」も同じ意味をもつ。
これらは街並みにおいて道路と建物の関係を示すもので、建物の棟を道路とのあいだにつくり、道路からは屋根の軒側から入る形式となる。道路に対して圧迫感がなく、馴染みやすい街並みをつくる。

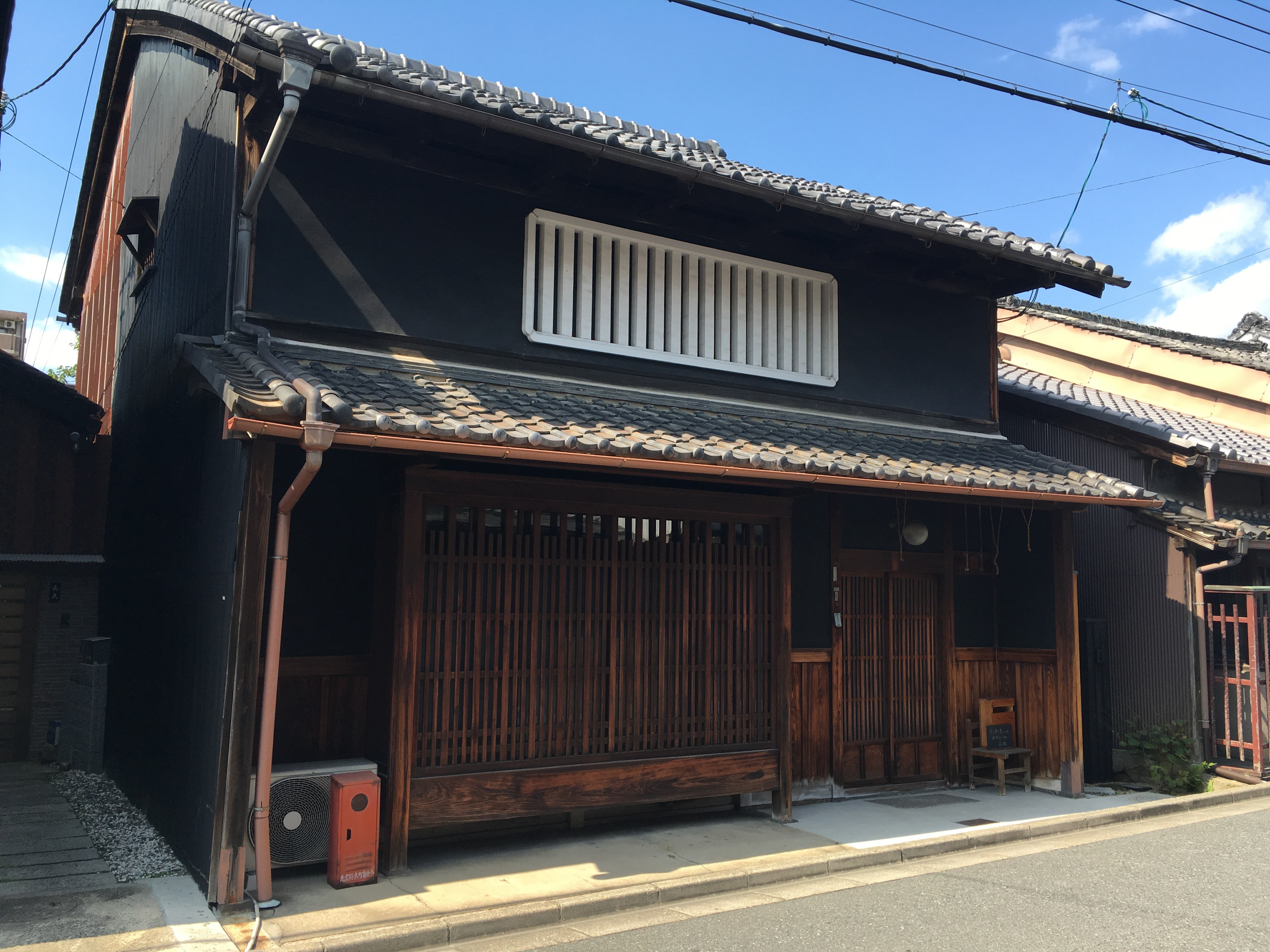
平入りの町家 奈良県ならまち吉岡家住宅
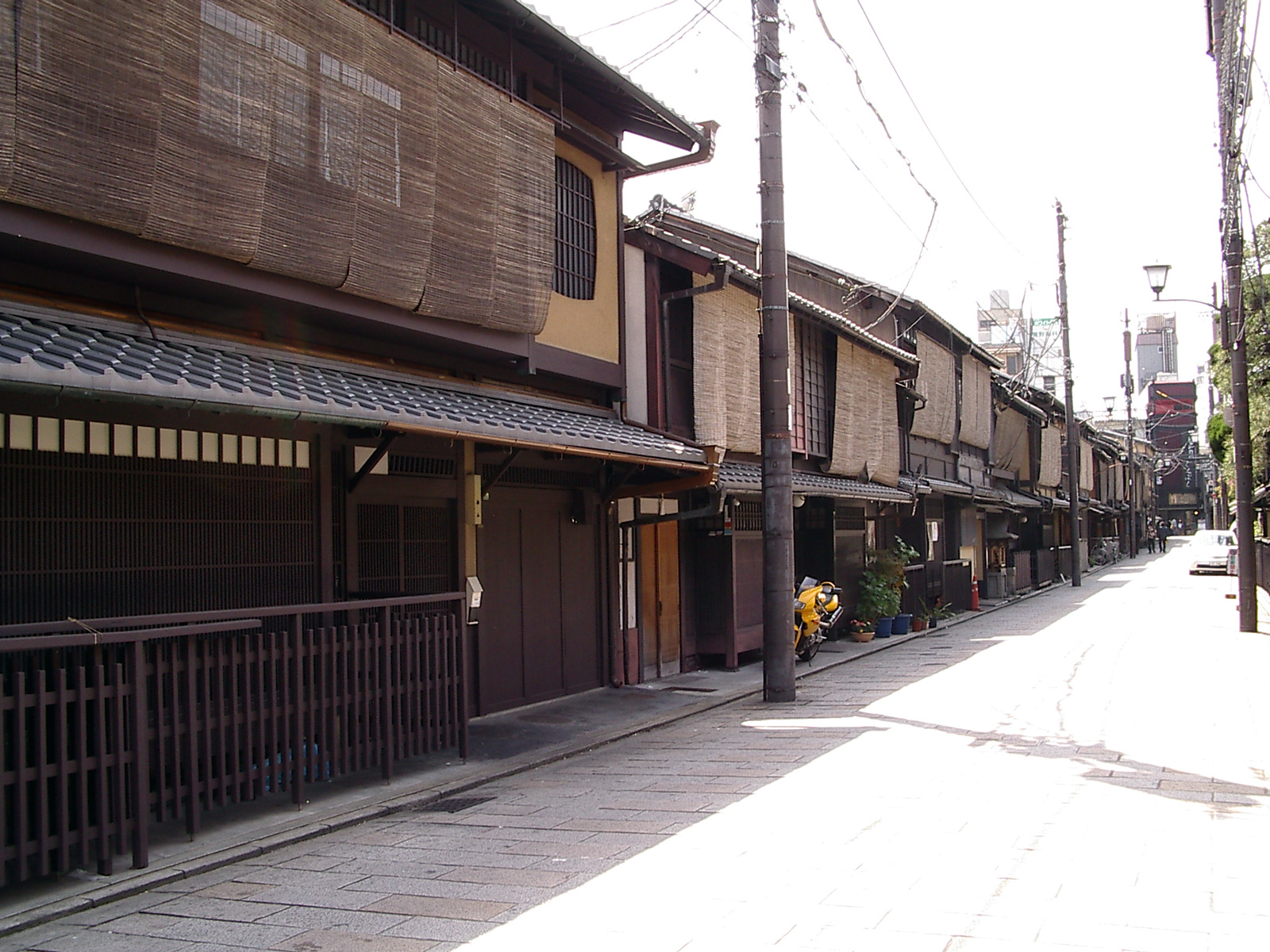
平入りの京町家の街並み 京都府祇園新橋通
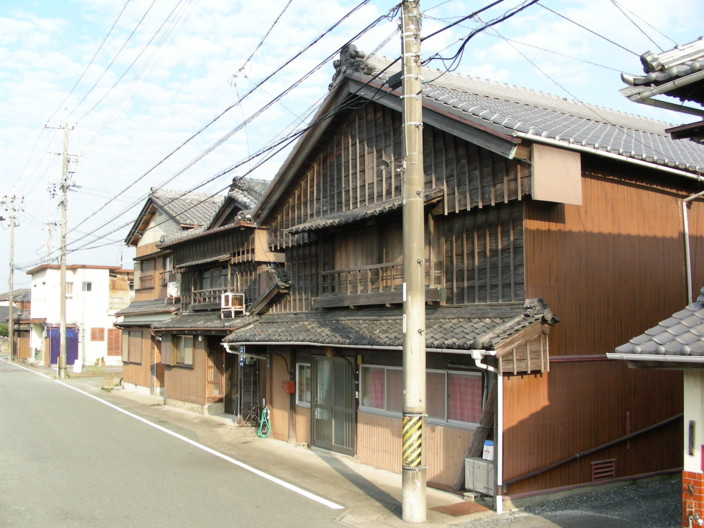
妻入りの民家 三重県河崎
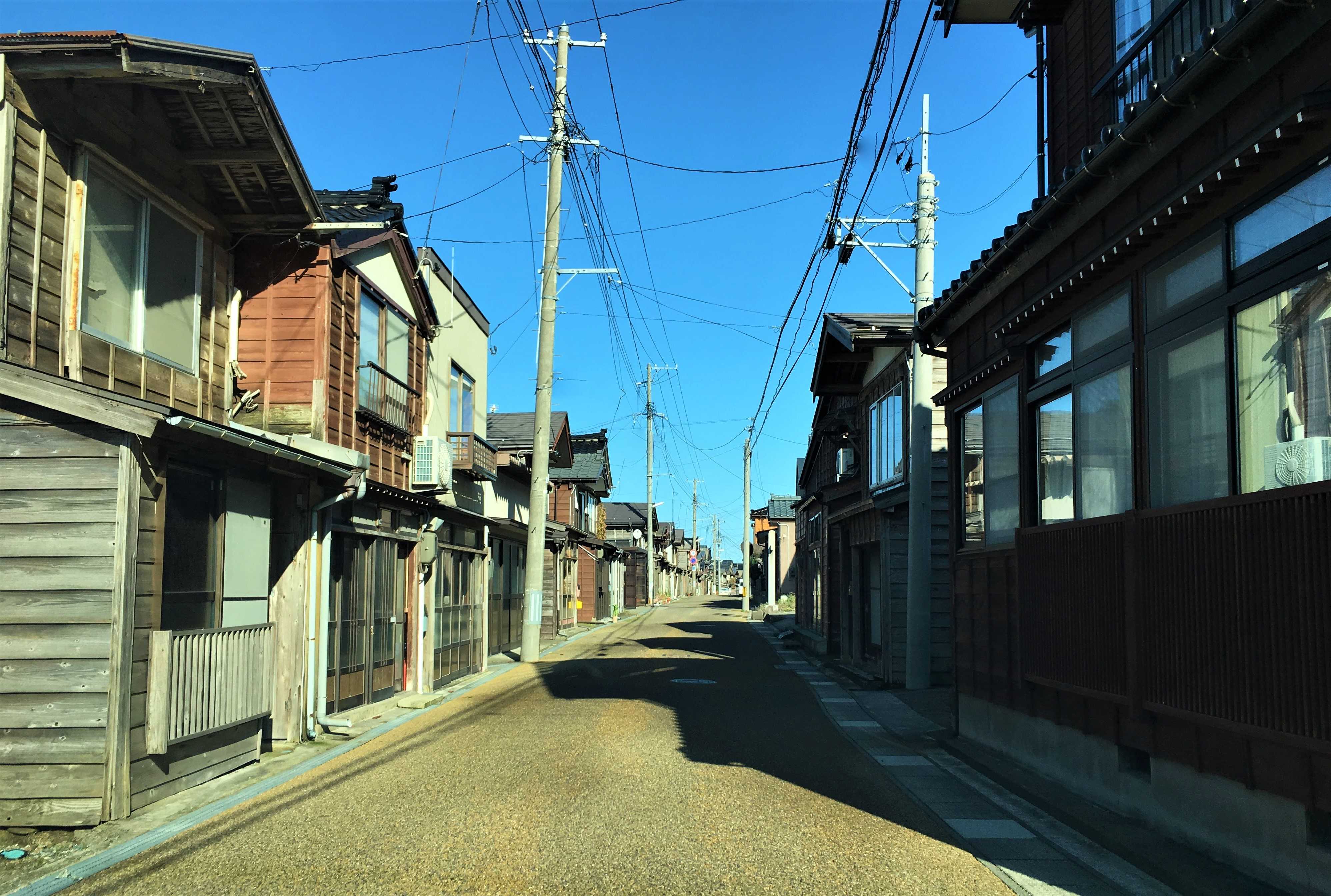
妻入りの街並み 新潟県出雲崎町

### 桁行・梁間
桁（けた）とは建物最上部の大棟に対して平行方向（平側）に位置し、屋根荷重を支える水平材の総称。その長さを桁行、その方向を桁行方向といい、屋根においては柱の上部で屋根の重量を柱に伝達する役目を担い、棟木（むなぎ）と平行な向きに位置する。
一方、大棟や桁に対して直交方向（妻側）に掛かる水平材を梁（はり）という。その長さを梁間（はりま）、方向を梁行（はりゆき）・梁間方向という。

## 神社建築における切妻屋根
神社建築においては、本殿の屋根を切妻造、あるいはその派生形である流造とするものが多い。

### 棟

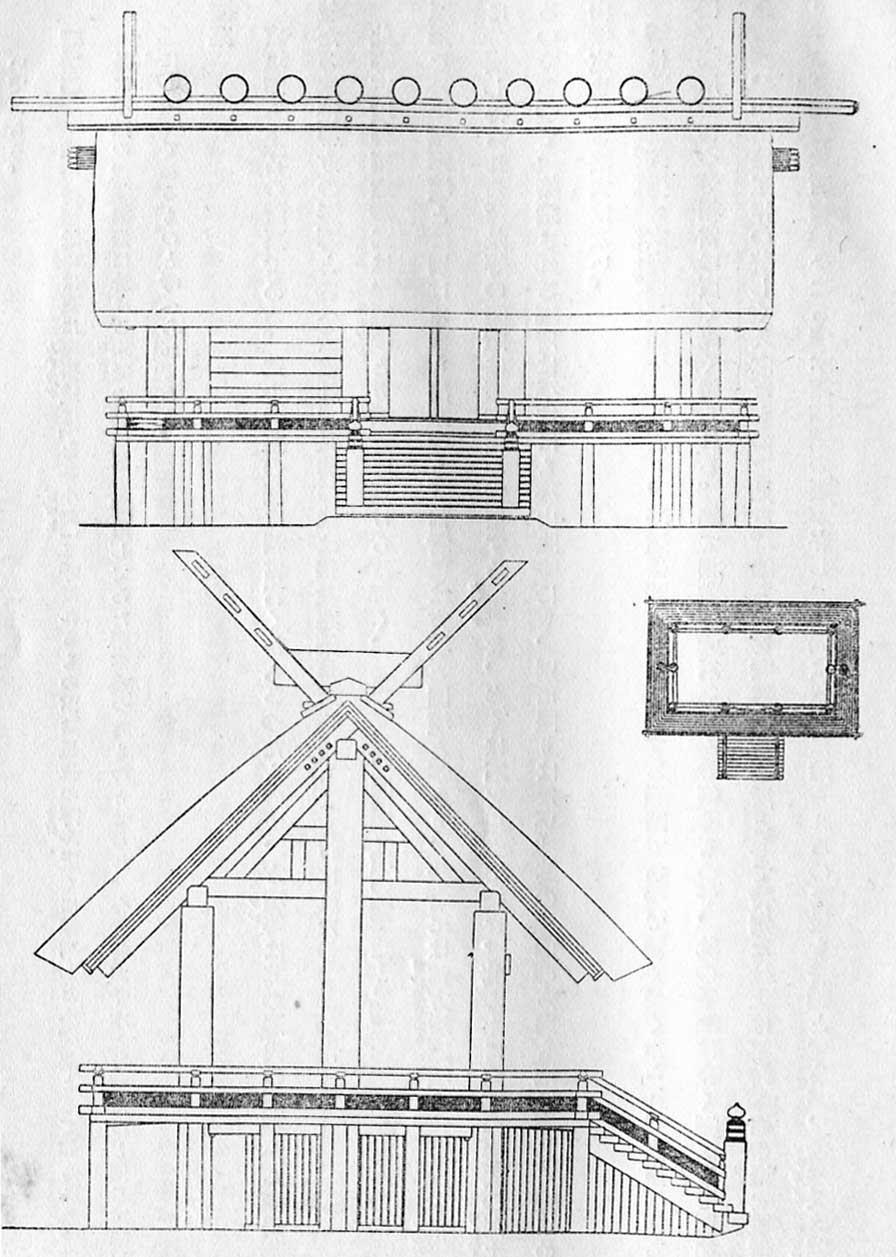
屋根の頂部に並ぶ10本の円筒状水平材が鰹木、頂部から交差して突き出ている斜め材が千木。千木の先端は水平に切断されている（伊勢神宮本殿（正殿））。

神社建築においては、屋根の最頂部にある構造材の棟木（むなぎ）の上に鰹木（かつおぎ）と呼ぶ屋根を押さえる重石の役目を担う水平材が取り付く（右図）。

### 妻
神社建築においては、妻部分の斜め材を囲う破風（はふ）部分の破風板が延長して千木（ちぎ）と呼ぶ斜め材が突出する（右図）。
千木の最端部が水平に切断されているものは女神、鉛直に切断されているものは男神を祀ると言う俗説がある。

## ギャラリー

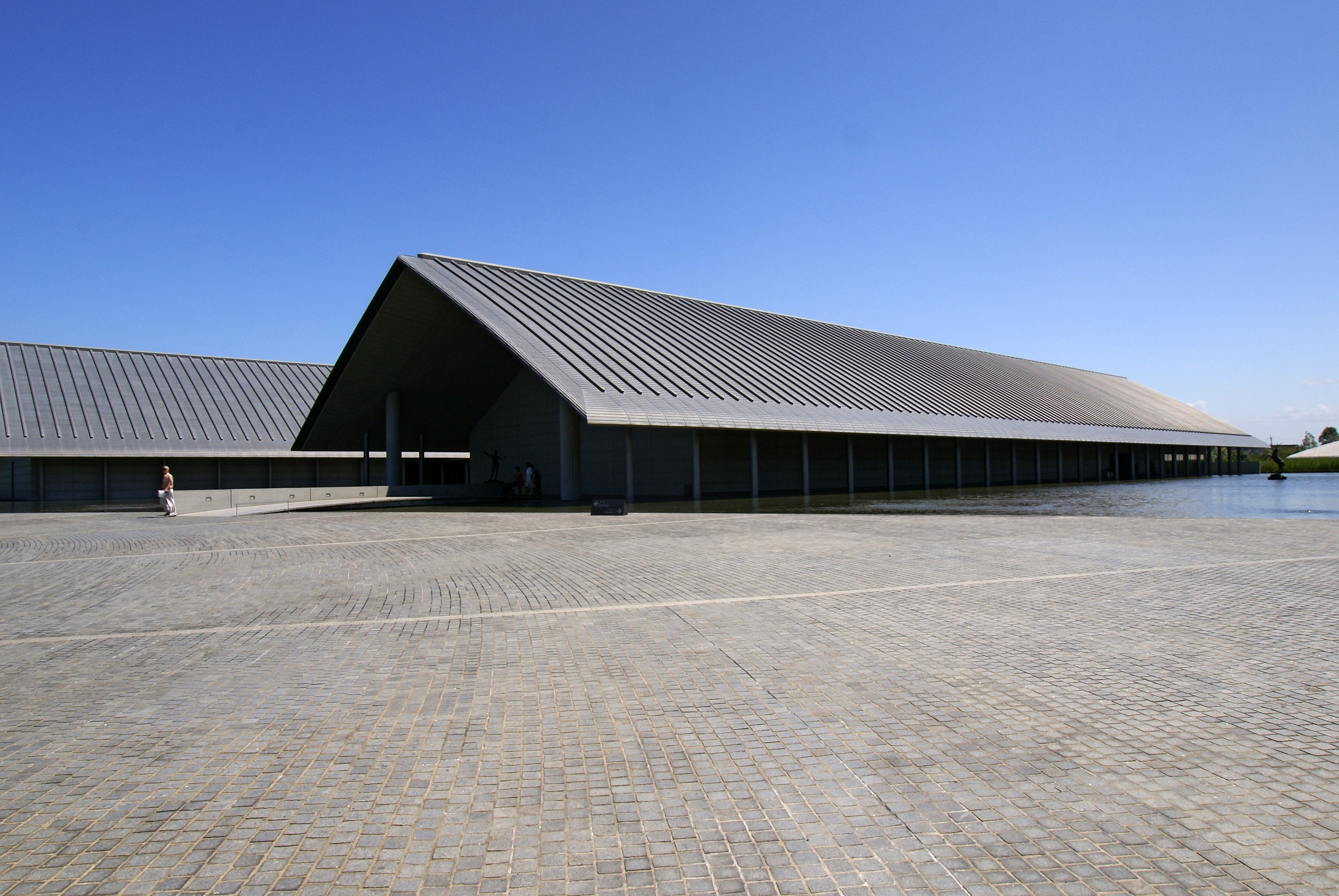
切妻造の現代建築 日本滋賀県、佐川美術館
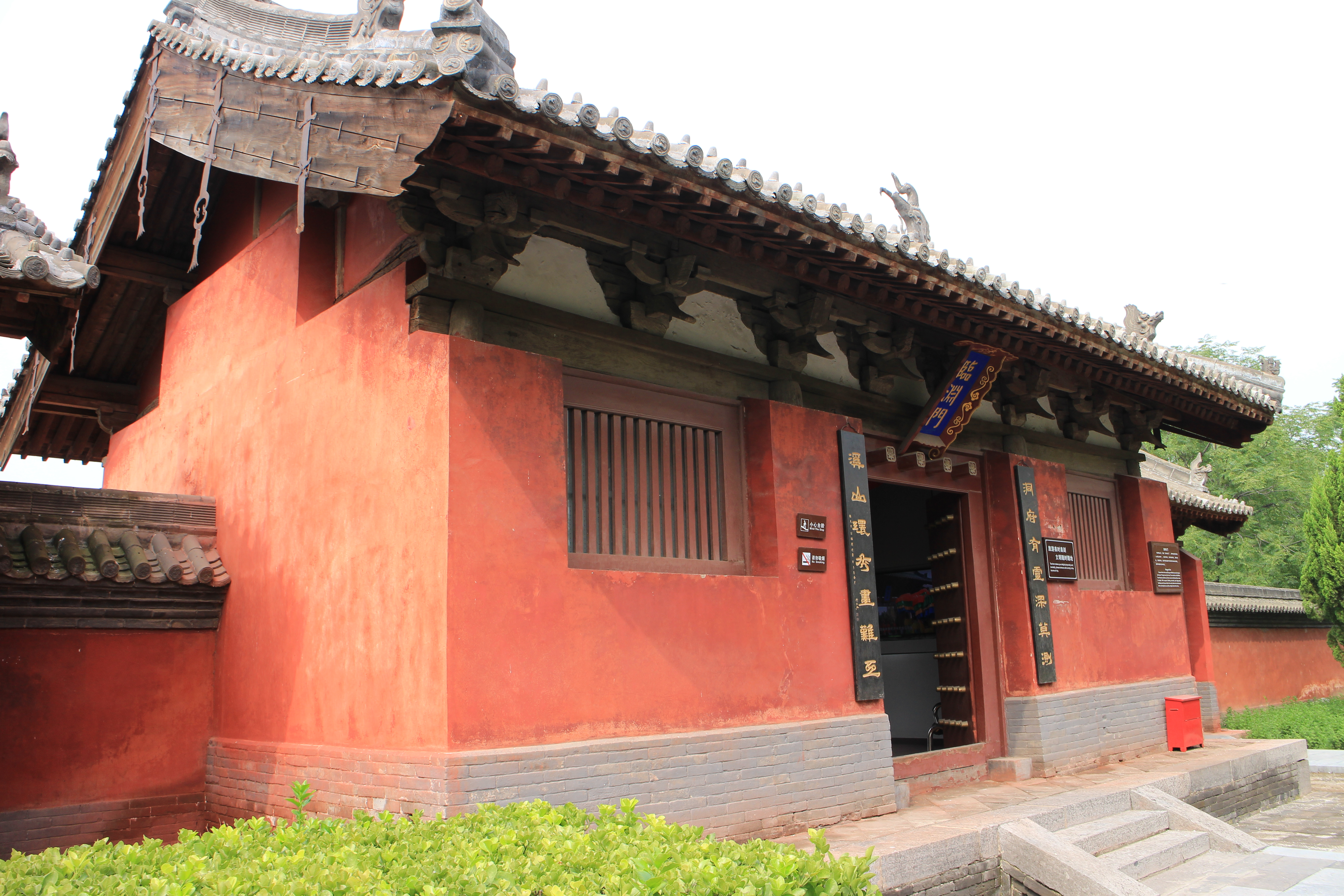
切妻造の道観 中国河南省済源市、済瀆廟
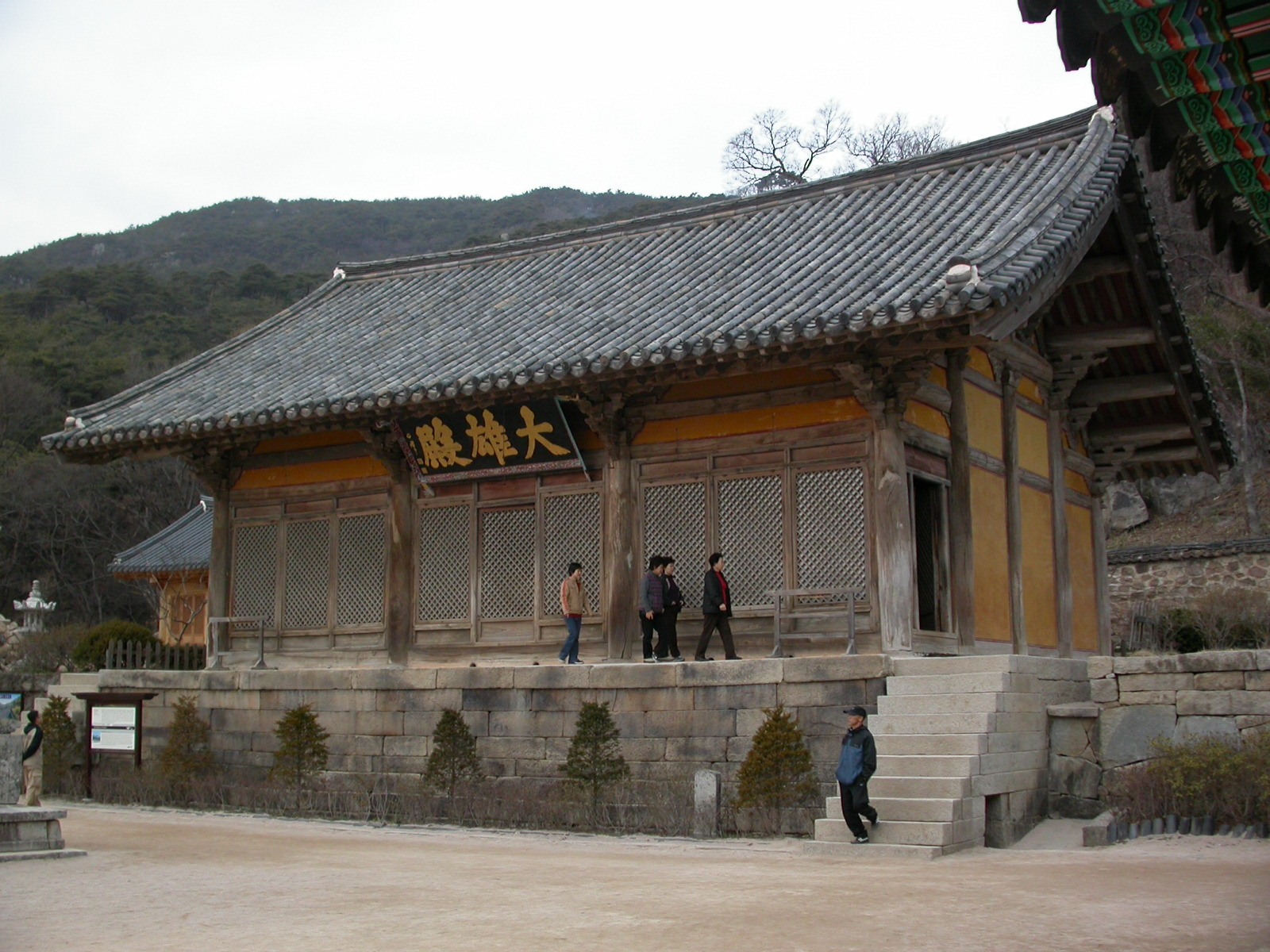
切妻造の仏教寺院 韓国忠清南道礼山郡、修徳寺